# Cilindrični koordinatni sustav
Cilindrični koordinatni sustav je koordinatni sustav u prostoru i određen je ishodištem O, zrakom p s početkom u ishodištu i pravcem z koji je okomit na zraku p i prolazi kroz ishodište. Nekoj točki P pridružuju se koordinate (ρ, φ, z) gdje je ρ udaljenost okomita na pravac z od točke P do ishodišta, φ je kut koji projekcija vektora OP zatvara na ravninu u kojoj se nalazi zraka p sa zrakom p, a z udaljenost paralelna na os z od točke P do ishodišta.
Prijelaz iz Kartezijevih u cilindrične koordinate u prostoru računa se prema jednadžbama: 
{\displaystyle \rho ={\sqrt {x^{2}+y^{2}}}\quad }
{\displaystyle \varphi =\arctan \left({\frac {y}{x}}\right)}
{\displaystyle z=z}
a prijelaz iz cilindričnih u Kartezijeve koordinate prema jednadžbama:
{\displaystyle x=\rho \cdot \cos \varphi }
{\displaystyle y=\rho \cdot \sin \varphi }
{\displaystyle z=z}

## Koordinatni sustavi
Koordinatni sustav je sustav koji omogućuje da se točke na krivulji, pravcu, plohi, u ravnini ili prostoru opišu s pomoću brojeva, takozvanim koordinatama. U matematici i drugim područjima postoji više različitih koordinatnih sustava:
- brojevni pravac,
- Kartezijev ili pravokutni koordinatni sustav,
- polarni koordinatni sustav,
- cilindrični koordinatni sustav,
- sferni koordinatni sustav,
- zemljopisne koordinate,
- nebeski koordinatni sustavi.